# Фундень (Бузеу)
Фундень, Фундені (рум. Fundeni) — село у повіті Бузеу в Румунії. Адміністративний центр комуни Зернешть.
Село розташоване на відстані 113 км на північний схід від Бухареста, 16 км на північ від Бузеу, 91 км на захід від Галаца, 106 км на схід від Брашова.

## Населення
За даними перепису населення 2002 року у селі проживала 2431 особа. Усі жителі села рідною мовою назвали румунську.
Національний склад населення села:
| Національність | Кількість осіб | Відсоток |
| -------------- | -------------- | -------- |
| румуни         | 2237           | 92,0%    |
| цигани         | 194            | 8,0%     |